# Zhengtong
Zhengtong, conosciuto anche col nome di Tianshun (Pechino, 29 novembre 1427 – Pechino, 23 febbraio 1464), è stato imperatore della Cina dal 1435 al 1449 e dal 1457 al 1464, e fu l'ottavo della dinastia Ming.

## Biografia

### I primi anni di regno
Zhu Qizhen era figlio dell'Imperatore Xuande e dell'Imperatrice Sun. All'inizio del suo regno, la dinastia Ming era prospera ed al culmine del proprio potere. L'ascesa di Zhengtong all'età di 8 anni lo rese il primo imperatore-bambino della dinastia Ming e quindi il primo ad essere largamente influenzato dai suoi eunuchi tra i quali spiccava Wang Zhen che fu promosso al rango di consigliere.

### Imprigionamento da parte dei Mongoli
All'età di 22 anni, nel 1449, l'Imperatore venne imprigionato dai Mongoli quando, consigliato da Wang Zhen, si recò personalmente a combattere nella Battaglia della Fortezza di Tumu contro i Mongoli, venendo sconfitto. La sua cattura da parte delle forze nemiche colpì duramente la dinastia Ming e la corte intera in quanto questa cattura poteva significare la fine della dinastia al governo della Cina, favorita anche dalla grande abilità di governo del ministro di stato Yu Qian. Ad ogni modo, anche se Zhengtong si trovava nelle condizioni di prigioniero, riuscì a divenire buon amico di Tayisung Khagan Toghtoa Bukha (1416–1453) e del suo gran precettore Esen. Nel frattempo, per placare la crisi in patria, il fratello dell'Imperatore, Zhu Qiyu, venne proclamato imperatore col nome di Jingtai, garantendo ad ogni modo un diritto di precedenza unico nella storia al fratello, col titolo di Grande Imperatore.

### Gli arresti domiciliari e la ripresa del potere
L'Imperatore Zhengtong venne rilasciato l'anno successivo alla sua cattura, nel 1450, ma al suo ritorno venne immediatamente posto agli arresti domiciliari dal fratello per sette anni, in quanto dopo aver preso il potere Jingtai, non era intenzionato più a cederlo. Egli risiedette nel palazzo a sud della Città Proibita e tutti i suoi contatti con l'esterno vennero attentamente seguiti e selezionati dall'Imperatore Jingtai in persona. Il figlio di Zhengtong (poi imperatore Chenghua) venne privato del titolo di principe ereditario e sostituito dal figlio di Jingtai, che ad ogni modo morì poco dopo non lasciando alcun erede. Lo stesso Imperatore Jingtai si ammalò e Zhengtong si sentì dunque in sufficiente forza per poter deporre il fratello con un colpo di Stato riaffermando la propria reggenza al trono e governando per i sette anni successivi, assumendo alternativamente anche il nome di Tianshun.
Il 6 agosto 1461 l'Imperatore emanò un editto col quale ammoniva i propri sottoposti alla fedeltà assoluta al nuovo governo, sotto la minaccia di severe pene. Questo editto venne violato dal generale Cao Qin (m. 1461), che entrò in conflitto con l'Imperatore in persona quando uccise un uomo che i fedeli del monarca stavano tentando di interrogare e che accusava il generale di traffici illeciti alle spalle dell'esercito cinese. Il 7 agosto 1461 il generale Cao Qin e le sue coorti di ascendenza mongola, tentarono un colpo di Stato contro l'Imperatore. Ad ogni modo, durante le prime ore della mattina del 7 agosto 1461 i generali Wu Jin e Wu Cong vennero allertati, informando immediatamente l'Imperatore il quale, assieme alla sua corte, si preparò allo scontro e sbarrando i cancelli del palazzo imperiale. Durante la mattinata successiva, l'8 agosto 1461, il Ministro dei Lavori Pubblici e il Comandante della Guardie Imperiali vennero uccisi dai ribelli che diedero anche alle fiamme i cancelli della Città Proibita. Si salvarono unicamente i cancelli est e ovest della città imperiale, dal momento che una forte pioggia giunse a spegnere gli incendi appiccati dai rivoltosi. La lotta durò per l'intero giorno all'interno della città, e durante questi scontri tre dei fratelli di Cao Qin vennero uccisi, mentre Qin stesso fu ferito gravemente ad entrambe le braccia. Dopo il fallimento del colpo di Stato, intenzionato a scappare ad una certa condanna a morte, Qin si recò nella sua residenza e si suicidò.
L'Imperatore Zhengtong morì all'età di 37 anni nel 1464 e venne sepolto nella tomba Yuling (裕陵) del mausoleo della dinastia Ming.